# John Napier
John Napier (ofta i den latiniserade formen Ioannes Neper), född 1550 på Merchistons slott nära Edinburgh, död 4 april 1617, var en skotsk matematiker, logaritmernas och e uppfinnare. Han var far till Archibald Napier, 1:e lord Napier.
Napier deltog ivrigt i de religiösa striderna och var därvid en av presbyterianismens varmaste anhängare. På lediga stunder sysselsatte han sig med teologiska och matematiska studier. Mest känd har han blivit genom upptäckten av logaritmerna, en upptäckt, som döden dock hindrade honom från att göra fullt fruktbärande för vetenskapen. Hans uppfinning offentliggjordes i Mirifici logarithmorum canonis constructio (1614) och utvecklades vidare i den efter hans död utgivna Mirifici logarithmorum canonis explicatio (1619). För övrigt är Napier bekant som upptäckare av de efter honom benämnda Napiers (Nepers) analogier inom sfärisk trigonometri samt Napiers (Nepers) räknestavar. En av honom i handskrift efterlämnad uppsats, De arte logistica, gavs ut 1839. 
Som teolog gjorde Napier sig känd genom sin kommentar av Uppenbarelseboken, A plaine discovery of the whole revelation of Saint John (1593), uppställd i strängt matematisk form med postulat, propositioner och bevis. Den 26:e propositionen innehåller, att påven är antikrist. På ett annat ställe leder han i bevis, att världen måste förgås mellan åren 1688 och 1700.

## Privatliv
Napiers far var Sir Archibald Napier av Merchiston, och hans mor var Janet Bothwell, dotter till politikern och domaren Francis Bothwell och syster till Adam Bothwell som blev biskop av Orkney. Archibald Napier var 16 år gammal när John Napier föddes.
Som traditionen bjöd vid tidpunkten fick John Napier en privat utbildning och saknade formell utbildning fram till att han var 13 år gammal, då han skickades till St Salvator's College, St Andrews.
Han stannade inte på universitetet särskilt länge. Man tror att han hoppade av utbildningen i Skottland och möjligtvis reste utomlands för att söka bättre studier. Men detaljerna kring dessa år är vaga. Det finns dock ett brev bevarat från den 5 december 1560, från hans morbror Adam Bothwell till hans far, där det stod "Jag ber dig att sända John till skolorna i antingen Frankrike eller Flandern, ty han kan inte lära sig någonting hemma", och det antas att detta råd följdes.
År 1571, då Napier var 21 år gammal, återvände han till Skottland och köpte ett slott i Gartness 1574. Efter faderns död 1608 flyttade han med sin familj till slottet i Merchiston i Edinburgh, där han blev kvar resten av livet. Han dog vid 67 års ålder.

## Övrigt
Nedslagskratern Neper på månen och asteroiden 5558 Johnnapier är uppkallade efter honom.